# Gibbula multicolor
Gibbula multicolor, common name the multicoloured topshell, là một loài ốc biển, là động vật thân mềm chân bụng sống ở biển thuộc họ Trochidae, họ ốc đụn.